# Arias Gonzalo
Arias Gonzalo fue un aristócrata y militar zamorano, destacado como albacea del rey Fernando I de León y reconocido defensor de la ciudad durante el Cerco de Zamora en 1072. Su figura, a través de la tradición oral y el Romancero castellano, representa un símbolo de lealtad y valentía en la historia medieval española.

## Biografía
Arias Gonzalo, probablemente nacido entre 1020 y 1030, es considerado uno de los nobles zamoranos más leales a la monarquía leonesa durante el siglo XI. Fue un personaje de gran confianza para Fernando I de León, quien lo nombró albacea de su testamento. Como tal, Arias Gonzalo tuvo la responsabilidad de velar por los deseos finales del monarca y de cuidar y educar a sus hijos, quienes compartieron su instrucción junto al joven Cid Campeador en Zamora.
Años después, Arias Gonzalo asumió el papel de preceptor de la infanta Doña Urraca de Zamora, quien posteriormente lo nombró gobernador de la ciudad. Su figura cobró mayor relevancia en 1072, año en que Sancho II de Castilla sitió Zamora en uno de los conflictos más notables de la lucha sucesoria tras la muerte de Fernando I, enfrentando a los hijos del monarca en una guerra fratricida.

### El Cerco de Zamora
Durante el Cerco de Zamora de 1072, Sancho II, quien buscaba consolidar su dominio sobre todos los territorios del reino de su padre, fue asesinado por el noble zamorano Bellido Dolfos, lo que provocó un acto de desafío. El caballero castellano Diego Ordóñez lanzó un reto público a la ciudad, acusándola de traición y exigiendo un combate para limpiar el honor de Castilla. Aunque anciano, Arias Gonzalo fue el primero en ofrecerse para el duelo, pero Doña Urraca le prohibió participar debido a su avanzada edad. En su lugar, envió a sus hijos al combate, uno tras otro. Tres de ellos cayeron luchando en el Campo de la Verdad frente a Ordóñez, y el último de ellos, antes de morir, logró derrotar al caballero castellano, salvaguardando así el honor de Zamora y de su familia.
Este relato, aunque adornado por elementos legendarios, se ha transmitido a través de la literatura popular y el Romancero castellano, convirtiendo el Cerco de Zamora en una de las gestas heroicas más recordadas de la historia medieval del Reino de León.

### Descendencia y legado
La tradición señala que los restos de Arias Gonzalo y varios miembros de su familia fueron enterrados en una capilla de la iglesia de San Martín de los Caballeros, ubicada en lo que hoy es la plaza de San Martín en Zamora. En la actualidad, su memoria sigue viva en la ciudad, que honra su lealtad y valentía dedicándole una plaza y un colegio público que llevan su nombre.